# Polska Deklaracja o Podziwie i Przyjaźni dla Stanów Zjednoczonych
Polska Deklaracja o Podziwie i Przyjaźni dla Stanów Zjednoczonych (ang. Polish Declarations of Admiration and Friendship for the United States) – zbiór 111 tomów opracowanych w Polsce i dostarczonych do Białego Domu prezydentowi Calvinowi Coolidge z zamierzeniem uczczenia 150. rocznicy Deklaracji Niepodległości. Jednym z inicjatorów tej nietypowej akcji był Leopold Kotnowski, prezes Amerykańsko-Polskiej Izby Handlowo-Przemysłowej (American-Polish Chamber of Commerce and Industry in Poland).
Zbiór opracowany w 1926 zawiera pozdrowienia i podpisy przedstawicieli wszystkich szczebli władz II Rzeczypospolitej (z prezydentem Ignacym Mościckim i premierem Kazimierzem Bartlem na czele, oraz posłami na Sejm i senatorami Rzeczypospolitej), duchownych (z prymasem Aleksandrem Kakowskim), wojskowych, przedsiębiorców, naukowców oraz ok. 5½ miliona podpisów uczniów szkół polskich. Wśród sygnatariuszy Deklaracji był także m.in. Józef Piłsudski. Podpisy zbierano w urzędach, kościołach, ale przede wszystkim w szkołach. Wydaje się, że szkoły prześcigały się w oryginalności składanych życzeń. Chciały w osobliwy sposób wyróżnić się na tle pozostałych placówek, a do dyspozycji była zwykle zaledwie jedna, czasem dwie paginy. Ich liczba uzależniona była od wielkości szkoły. Karty wdzięczności odsyłane przez szkoły, pięknie kaligrafowane, były często bogato zdobione w motywy kwiatowe, ilustracje, podpisy skoncentrowane wokoło pieczęci. Ponadto, prócz złożonych podpisów wklejano pocztówki, zdjęcia oddziałów klasowych, a nawet układano wierszyki.
Trzynaście pierwszych tomów tego zbioru zostało zeskanowanych przed 2010 r., reszta w 2017 r. Skany są dostępne na stronie internetowej Biblioteki Kongresu Stanów Zjednoczonych.